# WTA Finals 2020
Die WTA Finals 2020 waren im Turnierkalender der Damen nach den vier Grand-Slam-Turnieren das nach Punkten und Preisgeld höchstdotierte Tennisturnier. Das Hartplatzturnier der WTA Tour 2020 sollte vom 1. bis zum 8. November 2020 im Shenzhen Bay Sports Center in der Volksrepublik China stattfinden. Aufgrund der COVID-19-Pandemie in China wurde es am 23. Juli 2020 abgesagt.
Titelverteidigerinnen waren Ashleigh Barty im Einzel sowie Kristina Mladenovic und Tímea Babos im Doppel.

## Preisgeld und Punkte
Das Preisgeld hätte insgesamt 14 Millionen US-Dollar betragen. Im Doppel hätte man die genannten Preisgelder pro Team ausgezahlt.
| Runde                       | Preisgeld Einzel                                                | Preisgeld Doppel                                              | Punkte |
| --------------------------- | --------------------------------------------------------------- | ------------------------------------------------------------- | ------ |
| Turniersiegerin             | + 3.505.000 $                                                   | + 700.000 $                                                   | + 750  |
| Halbfinalsiegerin           | + 1.180.000 $                                                   | + 225.000 $                                                   | + 330  |
| Halbfinalistin              | + 80.000 $                                                      | + 15.000 $                                                    | —      |
| Gruppenphase pro Sieg       | + 305.000 $                                                     | + 50.000 $                                                    | + 250  |
| Gruppenphase pro Niederlage | —                                                               | —                                                             | + 125  |
| Antrittsgelder Round Robin  |                                                                 |                                                               |        |
| Qualifizierte Spielerin     | 3 Spiele = 305.000 $ 2 Spiele = 265.000 $ 1 Spiel = 220.000 $   | 3 Spiele = 150.000 $ 2 Spiele = 130.000 $ 1 Spiel = 110.000 $ | —      |
| Ersatzspielerin             | 2 Spiele = 210.000 $ 1 Spiel = 165.000 $ ohne Spiel = 125.000 $ | 2 Spiele = 90.000 $ 1 Spiel = 70.000 $ ohne Spiel = 50.000 $  | —      |

## Einzel

### Qualifikation
Qualifiziert hätten sich die acht bestplatzierten Damen der WTA Tour 2020. Dazu gekommen wären die beiden nächsten Punktbesten als Reservistinnen.
| WTA-Race im Einzel (Stand: 16. März 2020) | WTA-Race im Einzel (Stand: 16. März 2020) | WTA-Race im Einzel (Stand: 16. März 2020) | WTA-Race im Einzel (Stand: 16. März 2020) | WTA-Race im Einzel (Stand: 16. März 2020) |
| #                                         | Spielerin                                 | Punkte                                    | Turniere                                  | Qualifikationsdatum                       |
| ----------------------------------------- | ----------------------------------------- | ----------------------------------------- | ----------------------------------------- | ----------------------------------------- |
| 1                                         | Sofia Kenin                               | 2392                                      | 6                                         |                                           |
| 2                                         | Garbiñe Muguruza                          | 1760                                      | 5                                         |                                           |
| 3                                         | Ashleigh Barty                            | 1601                                      | 4                                         |                                           |
| 4                                         | Simona Halep                              | 1350                                      | 3                                         |                                           |
| 5                                         | Jelena Rybakina                           | 1305                                      | 6                                         |                                           |
| 6                                         | Petra Kvitová                             | 1300                                      | 4                                         |                                           |
| 7                                         | Aryna Sabalenka                           | 1225                                      | 5                                         |                                           |
| 8                                         | Kiki Bertens                              | 915                                       | 4                                         |                                           |
| 9                                         | Karolína Plíšková                         | 805                                       | 4                                         |                                           |
| 10                                        | Jekaterina Alexandrowa                    | 756                                       | 5                                         |                                           |
| 11                                        | Ons Jabeur                                | 724                                       | 5                                         |                                           |
| 12                                        | Anett Kontaveit                           | 646                                       | 5                                         |                                           |
| 13                                        | Maria Sakkari                             | 587                                       | 6                                         |                                           |
| 14                                        | Anastassija Pawljutschenkowa              | 541                                       | 4                                         |                                           |
| 15                                        | Belinda Bencic                            | 522                                       | 6                                         |                                           |
| 16                                        | Zhang Shuai                               | 494                                       | 6                                         |                                           |
| 17                                        | Heather Watson                            | 492                                       | 5                                         |                                           |
| 18                                        | Dajana Jastremska                         | 482                                       | 5                                         |                                           |
| 19                                        | Swetlana Kusnezowa                        | 476                                       | 4                                         |                                           |
| 20                                        | Elise Mertens                             | 475                                       | 5                                         |                                           |
| 21                                        | Elina Switolina                           | 473                                       | 6                                         |                                           |
| 22                                        | Madison Keys                              | 435                                       | 2                                         |                                           |
| 23                                        | Jennifer Brady                            | 421                                       | 6                                         |                                           |
| 24                                        | Serena Williams                           | 410                                       | 2                                         |                                           |
| 25                                        | Arantxa Rus                               | 392                                       | 9                                         |                                           |
| 26                                        | Danielle Collins                          | 365                                       | 5                                         |                                           |
| 27                                        | Wang Qiang                                | 363                                       | 6                                         |                                           |
| 28                                        | Irina-Camelia Begu                        | 348                                       | 6                                         |                                           |
| 29                                        | Zhu Lin                                   | 347                                       | 8                                         |                                           |
| 30                                        | Alison Riske                              | 342                                       | 4                                         |                                           |

### Austragungsmodus
In der Rundenturnierphase hätten je vier Spielerinnen in zwei Gruppen, jede gegen jede gespielt (Round Robin). Die zwei Bestplatzierten jeder Gruppe hätten sich für das Halbfinale qualifiziert, das im K.-o.-System hätte ausgetragen werden sollen. Die Siegerin jeder Gruppe hätte gegen die Zweite der anderen Gruppe und die Siegerinnen dieser Partien das Endspiel bestreiten sollen.

## Doppel

### Qualifikation
Die acht bestplatzierten Doppelpaarungen der WTA Tour 2020 hätten sich für das Turnier qualifiziert.
| 1  | Hsieh Su-wei Barbora Strýcová             | 3140 | 4 |  |
| 2  | Tímea Babos Kristina Mladenovic           | 2350 | 2 |  |
| 3  | Barbora Krejčíková Kateřina Siniaková     | 1410 | 3 |  |
| 4  | Gabriela Dabrowski Jeļena Ostapenko       | 1015 | 2 |  |
| 5  | Chan Hao-ching Latisha Chan               | 888  | 5 |  |
| 6  | Xu Yifan Nicole Melichar                  | 870  | 5 |  |
| 7  | Shūko Aoyama Ena Shibahara                | 813  | 6 |  |
| 8  | Elise Mertens Aryna Sabalenka             | 680  | 3 |  |
| 9  | Hayley Carter Luisa Stefani               | 583  | 7 |  |
| 10 | Lucie Hradecká Andreja Klepač             | 551  | 6 |  |
| 11 | Catherine McNally Cori Gauff              | 540  | 2 |  |
| 12 | Alexa Guarachi Kaitlyn Christian          | 536  | 4 |  |
| 13 | Bethanie Mattek-Sands Sofia Kenin         | 525  | 3 |  |
| 14 | Kateryna Bondarenko Sharon Fichman        | 520  | 3 |  |
| 15 | Georgina García Pérez Sara Sorribes Tormo | 520  | 3 |  |

### Austragungsmodus
Im Doppel hätte eine Gruppenphase als Rundenturnier (englisch Round Robin) ausgetragen werden sollen. Auch die anschließende K.-o.-Runde hätte analog der Einzelkonkurrenz durchgeführt werden sollen.